# Scotinocerides conspersa
Scotinocerides conspersa är en fjärilsart som beskrevs av Kirby. Scotinocerides conspersa ingår i släktet Scotinocerides och familjen snigelspinnare. Inga underarter finns listade i Catalogue of Life.